# Ace编辑器
Ace（全称Ajax.org Cloud9 Editor）是一个用JavaScript编写的独立的代码编辑器。其目标是创建一个基于Web的代码编辑器，与现有的本地编辑器（如TextMate、Vim或Eclipse）的功能、可用性和性能相匹配并加以扩展。它可以很容易地嵌入到任何网页和JavaScript应用程序中。Ace是作为Cloud9 IDE的主要编辑器和Mozilla Skywriter项目的继承者而开发的。
MediaWiki也使用Ace。

## 历史
以前叫Bespin，后来叫做Skywriter，现在被称为Ace（Ajax.org Cloud9 Editor）。Bespin和Ace开始时是两个独立的项目，都是为了建立一个不折不扣的网络代码编辑器组件。Bespin开始是Mozilla实验室的一部分，基于<canvas>标签，而Ace是Cloud9 IDE的编辑器组件，使用DOM进行渲染。在2010年柏林JSConf.eu会议上发布Ace后，Skywriter团队决定将Ace与Skywriter的插件系统的简化版和Skywriter的一些可扩展性点合并。所有这些变更现在都被合并回Ace，它取代了Skywriter。Ajax.org和Mozilla都在积极开发和维护Ace。